# Tonka (Spielwarenhersteller)
Tonka ist ein amerikanischer Hersteller von LKW und Baumaschinen als Spielzeug aus Blech.
Das am 19. September 1946 in Mound, Minnesota, USA von den drei Unternehmern Lynn Everett Baker (1898–1964), Avery F. Crounse und Alvin F. Tesch gegründete Unternehmen hieß anfangs Mound Metalcraft und produzierte Krawattenständer aus Metall. Ursprünglich wollte man Gartenwerkzeuge herstellen.
Da das Geschäft schlecht lief und viele Rohstoffe (Bleche) am Lager verblieben, entschieden die drei Gründer, aus dem vorhandenen Material Spielzeuge aus Blech zu produzieren. Es wurden im Wesentlichen LKWs und Baumaschinen hergestellt, die bis zu 50 cm lang waren. Mit diesen Maßen wurden Spielzeuge am Markt platziert, wie es sie in solcher Größe noch nicht gegeben hatte. Ebenfalls einzigartig zum damaligen Zeitpunkt war die enorme Stabilität, da außer kräftigem Blech kaum andere Materialien zum Einsatz kamen. Die Besonderheit der Tonka-Konstruktionen bestand darin, dass für die Verbindung der einzelnen Blechteile keine Schrauben oder Niete verwendet wurden, sondern große Blechteile gebogen und mit Laschen ineinandergesteckt wurden. Dadurch entstanden sehr stabile, geschlossene Gehäuse. Die Verwendung ungewöhnlich dicker Bleche für Spielzeuge, starker Achsen und nur weniger Kunststoffanbauteile machte die Spielzeuge zu außergewöhnlich belastbaren und langlebigen Geräten.
Im ersten Produktionsjahr der Spielzeuge wurden über 37.000 Einheiten produziert. Am 23. November 1955 wurde der Unternehmensname in Tonka geändert und von da an wurden nur noch Spielzeugfahrzeuge hergestellt.
1987 übernahm Tonka die Kenner Parker Toys Inc mit den Marken Kenner und Parker Brothers von General Mills.
1991 wurde die Marke Tonka an Hasbro verkauft, die unter dem Tonka-Markennamen nun Kunststoffspielzeuge vertreibt, was den Ruf der Unzerstörbarkeit der Spielzeuge ruinierte. Lediglich die alten Blech-Tonkas erfreuen sich bei Sammlern vor allem in den USA großer Beliebtheit.